# Municipio de Ravenna (Dakota del Sur)
El municipio de Ravenna (en inglés: Ravenna Township) es un municipio ubicado en el condado de Sanborn en el estado estadounidense de Dakota del Sur. En el año 2010 tenía una población de 53 habitantes y una densidad poblacional de 0,57 personas por km².

## Geografía
El municipio de Ravenna se encuentra ubicado en las coordenadas 43°53′38″N 97°54′39″O / 43.89389, -97.91083. Según la Oficina del Censo de los Estados Unidos, el municipio tiene una superficie total de 92.68 km², de la cual 91,88 km² corresponden a tierra firme y (0,86 %) 0,8 km² es agua.

## Demografía
Según el censo de 2010, había 53 personas residiendo en el municipio de Ravenna. La densidad de población era de 0,57 hab./km². De los 53 habitantes, el municipio de Ravenna estaba compuesto por el 100 % blancos. Del total de la población el 0 % eran hispanos o latinos de cualquier raza.